# نعام (الحيمة الداخلية)

تعديل مصدري - تعديل

نعام هي إحدى قرى عزلة بني عمرو بمديرية الحيمة الداخلية التابعة لمحافظة صنعاء، بلغ تعداد سكانها 467 نسمة حسب تعداد اليمن لعام 2004.